# Scincus mitranus
Espèce
Synonymes
- Scincus arenarius Murray, 1884
- Scincus muscatensis Murray, 1886
- Scincus arabicus Schmidt, 1939
- Scincus philbyi Schmidt, 1941
- Scincus richmondi Haas, 1961

Statut de conservation UICN

 LC  : Préoccupation mineure
Scincus mitranus est une espèce de sauriens de la famille des Scincidae.

## Répartition
Cette espèce se rencontre en Arabie saoudite, au Yémen, au Sultanat d'Oman, aux Émirats arabes unis, au Qatar et au Koweït.

## Étymologie
Cette espèce est nommée en l'honneur de Babu Rajendralala Mitra (1824–1891).

## Publication originale
- Anderson, 1871 : Description of a new species of Scincus. Proceedings of the Asiatic Society of Bengal, vol. 1871, p. 115-116 (texte intégral)